# Огл, Бенджамин
Бенджамин Огл (англ. Benjamin Ogle; 27 января 1749, Аннаполис — 7 июля 1809, там же) — американский политик, губернатор Мэриленда (1798—1801), сын колониального губернатора Сэмюэла Огла.

## Биография
Был четвёртым ребёнком и младшим сыном колониального губернатора Мэриленда Сэмюэла Огла (1694—1752) и его супруги Анны Таскер (1723—1817), дочери Бенджамина Таскера (ок. 1690—1768), колониального губернатора Мэриленда (1752—1753). Его отец скончался в 1752 году, когда Бенджамину было 3 года и по его завещанию он стал наследником семейного поместья в Мэриленде. Воспитывался дедом со стороны матери Бенджамин Таскером, который в 1753 году стал губернатором колонии.
Получил образование в Великобритании, после чего в 1770 году вернулся на родину. После возвращения в Мэриленд он был вынужден судиться с двоюродными сёстрами по поводу отцовского поместья; после судебного процесса он возвратил своё поместье и особняк, построенный отцом. Помимо этого он был членом Верхней палаты правительства колонии с октября 1773 по апрель 1774 года, участвуя в общественной жизни колонии.
В период войны за независимость Бенджамин служил в ополчении, а затем в Континентальной армии, где дослужился до лейтенанта. Был членом Губернаторского совета Мэриленда, в который входил с 1781 по 1784 годы, пока не подал в отставку по политическим разногласиям, уйдя из политики на много лет.
В ноябре 1798 года Бенджамин был избран губернатором Мэриленда, должность которого он занимал в течение трёх лет, но как губернатор не был популярен. После смерти в декабре 1799 года бывшего и первого президента США Джорджа Вашингтона, который был его другом, он издал указ по которому 11 февраля 1800 года будет «во всем этом штате как день оплакивания и молитва об умершем». В последующие годы этот день получил название как Президентский день.
После ухода с поста губернатора, он ушёл из общественной жизни и удалился в своё родовое поместье. Скончался 7 июля 1809 года в возрасте 60 лет после продолжительной болезни; был похоронен в тот же вечер на кладбище около родного города.